# Die Nominierung
Die Nominierung (Running Mates) ist eine US-amerikanische Filmkomödie von Ron Lagomarsino aus dem Jahr 2000.

## Handlung
Der Gouverneur James Reynolds Pryce kandidiert für das Amt des US-Präsidenten und gilt als der aussichtsreichste Kandidat seiner Partei. Seine Wahlkampfmanagerin Lauren Hartman arbeitet bereits seit Jahren mit ihm zusammen. Sie scheut nicht davor, einen Politiker auf der Herrentoilette zu belästigen, wenn dieser ihre Anrufe nicht entgegennimmt. Lauren hatte eine Beziehung mit Pryce, bevor dieser Jenny heiratete.
Shawna Morgan – die ebenfalls früher mit Pryce zusammen war – verschafft ihm Kontakte in der Welt der Medien und bringt ihn mit den Geldgebern zusammen.
Pryce muss sich entscheiden, ob der Senator Terrence Randall oder der Senator Mitchell Morris als Vizepräsident kandidieren soll. Hartman bevorzugt Randall und lässt in den Medien verbreiten, Pryce sei gegen Morris.
Die Parteiversammlung nominiert Pryce mit einem großen Stimmenvorsprung. Morris bekommt minimal mehr Stimmen als Randall, obwohl Hartman versucht, dies zu verhindern. Pryce verkündet Hartman, dass er sich für Morris entschieden habe. Hartman sei entlassen.

## Kritiken
Mary Ann Johanson bezeichnete den Film in „Flick Filosopher“ als eine „nette Fantasie“ (nice fantasy). Er sei „ein wenig flach“ (a little flat). Die Satire sei „unbeabsichtigt“ – der Film zeige „zynisch“ und „realistisch“, dass die Frauen in der Politik eine niedrigere Stellung als die Männer hätten.

## Auszeichnungen
Faye Dunaway wurde im Jahr 2001 für den Golden Globe Award nominiert. Der Film gewann 2001 den Hollywood Makeup Artist and Hair Stylist Guild Award und wurde in einer weiteren Kategorie für den gleichen Preis nominiert.

## Hintergrund
Der Film wurde in Los Angeles gedreht.